# 公師藩
公師 藩（こうし はん、? - 306年）は、西晋の人物。陽平郡の出身。『十六国春秋』には公孫藩とも記載される。

## 生涯
西晋に仕え、成都王司馬穎の配下となって帳下督に任じられた。
太安2年（303年）、司馬穎は前将軍陸機に命じて長沙王司馬乂を攻撃させたが、宦官孟玖は陸機の謀反をでっち上げた。公師藩はかつて孟玖に抜擢されたこともあり、これに同調して陸機の謀反を告げた。陸機は処刑され、三族皆殺しとなった。
永安元年（304年）、司馬穎が都督幽州諸軍事王浚・東嬴公司馬騰らに敗れて長安に落ち延び、丞相・皇太弟の位を剥奪された。
永興2年（305年）7月、公師藩は将軍を自称し、司馬穎復権を掲げて趙・魏の地で挙兵した。同じく司馬穎の旧将であった楼権・郝昌らも加わり、その兵は数万を数えた。公師藩は郡県を攻略すると、陽平郡太守李志や汲郡太守張延らを敗死させ、転戦しながら鄴城に迫った。これにより、司馬穎は鎮軍大将軍・都督河北諸軍事となり、鄴城を再び鎮守する事が出来た。冀州を守る平昌公司馬模は公師藩到来を大いに恐れ、配下の趙驤や馮嵩に命じて迎え撃たせると、公師藩はこれに敗れた。司馬虓が配下の苟晞を鄴城救援に派遣し、広平郡太守丁紹と共に軍を進めると、公師藩は迎撃に出るも再び敗れた。9月、公師藩は転進して平原郡太守王景、清河郡太守馮熊らを攻撃し、いずれも討ち取った。
光熙元年（306年）8月、公師藩は白馬から黄河を渡って南下を図ったが、苟晞の追撃を受け斬り殺された。